# أنيسة (اسم)
أنيسة هو اسم أنثوي من أصل عربي، يعني «الفتاة الهادئة».
معنى اسم أنيسة: تم توضيح معنى اسم أنيسة في قاموس معاني الأسماء على أنه اسم علم مؤنث، وهو اسم من أصلٍ عربي، ومُذكَره أنيس، ومعنى اسم أنيسة: الفتاة الهادئة، وأيضًا اللطيفة، كما أنه يأتي بمعنى المؤانسة: أي أنها الفتاة طيبة النفس التي يسر من يحادثها وتزيل بحديثها الوحشة من القلب، وتحمل معنى الوديعة: أي الفتاة المطيعة التي لا تسبب المشاكل، ومن الأسماء العربية ذات صلة باسم أنيسة: أنَس ووَنُّوس ويونس وونيس.
كتابة الاسم أنيسة بالأحرف الإنجليزية
Anissa ,Aneesah, Anisah, Aneesa, Anisa